# أليس ميلر (كاتب)
أليس ميلر (بالإنجليزية: Alice Duer Miller) (و. 1874 – 1942 م) هي شاعرة، ومؤلفة، وكاتبة سيناريو، وكاتِبة أمريكية، ولدت في نيويورك، توفيت في نيويورك، عن عمر يناهز 68 عاماً.

## التعليم
تعلمت في كلية بارنارد.

## وصلات خارجية
- أليس ميلر على موقع IMDb (الإنجليزية)
- أليس ميلر على موقع الموسوعة البريطانية (الإنجليزية)
- أليس ميلر على موقع ألو سيني (الفرنسية)
- أليس ميلر على موقع أول موفي (الإنجليزية)
- أليس ميلر على موقع قاعدة بيانات برودواي على الإنترنت (الإنجليزية)
- أليس ميلر على موقع قاعدة بيانات الأفلام السويدية (السويدية)
- أليس ميلر على موقع ديسكوغز (الإنجليزية)
- أليس ميلر على موقع قاعدة بيانات الفيلم (الإنجليزية)
- أليس ميلر على موقع كينوبويسك (الروسية)